# 오만 술탄

오만의 국장

오만 술탄은 오만 정부의 대표이다. 대부분의 권한이 술탄에게 집중된 전제군주제 형태이다. 현재 오만의 술탄은 2020년부터 재위한 하이탐 빈 타리크 알사이드이다.

## 같이 보기
- 오만 제국
- 무스카트 오만 술탄국
- 잔지바르 술탄국